# 바하마
바하마 연방(영어: Commonwealth of The Bahamas), 줄여서 바하마(영어: The Bahamas)는 북대서양 루케이언 제도에 있는 섬나라이다. 영어가 공용어이며, 29개의 주요 섬과 661개의 작은 섬(cays), 2,389개의 암초로 이루어져 있다. 총 면적은 14,000 km2이며, 인구는 33만 명이다. 영국 연방 왕국의 구성원이며, 국가원수는 영국 국왕 찰스 3세이고 수도는 나소(Nassau)이다.
미국 및 쿠바와 가까운 편이며 국토의 대부분이 버뮤다 삼각지대 안에 위치한다.

## 역사
1492년 크리스토퍼 콜럼버스가 신대륙 발견 때 산살바도르섬에 정착한 것이 기원이다. 그해에 스페인인들이 이 섬을 자기네 땅이라 선언하였다. 그러나 그들은 바하마에 정착하는 대신, 그곳에 살고 있던 루카요 인디언들에게 강제노동을 시켰다. 영국인들이 1600년대에 정착하였고 1600년대 후반에 스페인이 정착지를 공격하였다. 1717년 영국이 바하마를 식민지로 삼았다. 이 시기에 어떤 상선이 그 곳에 비상식량 용도로 돼지를 대량으로 방생했지만 이후 다시는 돌아오지 못했다. 그 섬은 현재 '돼지섬'이라 불리며 무인도이지만 오직 돼지들만 살아가고 있다.
1800년대 중반에 해운과 무역의 중심지로 번창하였다. 미국에서 남북 전쟁이 일어나자, 바하마는 북군의 미국 남부 항구 봉쇄를 파괴하는 배들을 위한 기지로 쓰였다. 전쟁이 끝나자, 바하마의 경제가 쇠퇴하였으나 100년 후에 수많은 관광객들이 섬들에 오기 시작하면서 다시 번창하였다.
1973년 7월 10일 325년간의 영국 지배에서 벗어나 완전히 독립하였다.

## 지리
바하마는 미국에서 가장 가까운 곳이다. 비미니는 미국과 가장 가까운 섬이며 미국에서 바하마로 가는 관문으로 여겨진다. 아바코 제도는 그랜드바하마섬의 동쪽에 있다. 남동부의 끝에는 바하마 제도가 있다. 그 외에 유명한 섬으로는 안드로스섬, 캣섬, 롱섬, 산살바도르섬 등이 있다. 이 중 산살바도르섬은 크리스토퍼 콜럼버스가 최초로 상륙한 곳이기도 하다. 바하마의 수도인 나소는 뉴프로비던스섬에 위치해 있으며 바하마에서 면적이 가장 넓은 섬은 안드로스섬이다.
뉴프로비던스섬의 동남쪽에는 오직 돼지만 살고 있는 돼지섬이 있다.

## 기후
바하마의 기후는 아열대 기후 혹은 열대 기후로 볼 수 있는데 멕시코만의 해류로 인해 겨울에도 따뜻한 편이다. 해발고도는 10m 정도이다. 반대로 섬 근처로 허리케인이 접근하기 때문에 여름과 가을에는 매우 위험하다. 1992년에는 허리케인 앤드루가 바하마 북부를 강타했으며 2004년에는 허리캐인 프랜시스가 바하마 전체에 큰 피해를 주기도 했다. 허리케인이 올 때 강한 파도가 일면서 해일을 일으켜 그랜드바하마섬에서는 집과 학교가 파괴되었고 묘지가 침수되는 등 피해가 났다. 바하마 서부에 거주하던 1,000명 이상의 사람이 집을 잃었다.
| Nassau의 기후                                                                  | Nassau의 기후 | Nassau의 기후 | Nassau의 기후 | Nassau의 기후 | Nassau의 기후 | Nassau의 기후 | Nassau의 기후 | Nassau의 기후 | Nassau의 기후 | Nassau의 기후 | Nassau의 기후 | Nassau의 기후 | Nassau의 기후   |
| 월                                                                             | 1월           | 2월           | 3월           | 4월           | 5월           | 6월           | 7월           | 8월           | 9월           | 10월          | 11월          | 12월          | 연간            |
| ------------------------------------------------------------------------------ | ------------- | ------------- | ------------- | ------------- | ------------- | ------------- | ------------- | ------------- | ------------- | ------------- | ------------- | ------------- | --------------- |
| 일평균 최고 기온 °C (°F)                                                       | 25.4 (77.7)   | 25.5 (77.9)   | 26.6 (79.9)   | 27.9 (82.2)   | 29.7 (85.5)   | 31.0 (87.8)   | 32.0 (89.6)   | 32.1 (89.8)   | 31.6 (88.9)   | 29.9 (85.8)   | 27.8 (82.0)   | 26.2 (79.2)   | 28.8 (83.9)     |
| 일일 평균 기온 °C (°F)                                                         | 21.4 (70.5)   | 21.4 (70.5)   | 22.3 (72.1)   | 23.8 (74.8)   | 25.6 (78.1)   | 27.2 (81.0)   | 28.0 (82.4)   | 28.1 (82.6)   | 27.7 (81.9)   | 26.2 (79.2)   | 24.2 (75.6)   | 22.3 (72.1)   | 24.8 (76.7)     |
| 일평균 최저 기온 °C (°F)                                                       | 17.3 (63.1)   | 17.3 (63.1)   | 17.9 (64.2)   | 19.6 (67.3)   | 21.4 (70.5)   | 23.3 (73.9)   | 24.0 (75.2)   | 24.0 (75.2)   | 23.7 (74.7)   | 22.5 (72.5)   | 20.6 (69.1)   | 18.3 (64.9)   | 20.8 (69.5)     |
| 평균 강수량 mm (인치)                                                          | 39.4 (1.55)   | 49.5 (1.95)   | 54.4 (2.14)   | 69.3 (2.73)   | 105.9 (4.17)  | 218.2 (8.59)  | 160.8 (6.33)  | 235.7 (9.28)  | 164.1 (6.46)  | 161.8 (6.37)  | 80.5 (3.17)   | 49.8 (1.96)   | 1,389.4 (54.70) |
| 평균 강수일수                                                                  | 8             | 6             | 7             | 8             | 10            | 15            | 17            | 19            | 17            | 15            | 10            | 8             | 140             |
| 평균 월간 일조시간                                                             | 220.1         | 220.4         | 257.3         | 276.0         | 269.7         | 231.0         | 272.8         | 266.6         | 213.0         | 223.2         | 222.0         | 213.9         | 2,886           |
| 출처: World Meteorological Organization (UN), Hong Kong Observatory (sun only) |               |               |               |               |               |               |               |               |               |               |               |               |                 |

## 사람과 언어
인종 구성은 바하마 인구의 대부분인 흑인이 85%, 백인이 12%, 혼혈 및 기타 인종이 3%이다.
종교는 침례교 32%, 성공회 20%, 로마 가톨릭교회 19%, 다른 개신교 12%, 기타 2%, 무종교 또는 무신론이 3%이다.
사용 언어는 공용어인 영어 외에도 아이티로부터 오는 이민자들 사이에서 크리올어가 사용되고 있다. 프랑스어, 포르투갈어도 사용되고 있으며, 쿠바출신의 이주민들 사이에서는 스페인어가 널리 쓰이고 있다. 거의 80%가 영국의 영향을 받아 영어로 정식 공용어 로 사용하고있다.

## 행정구역
수도는 나소이다. 20여개 이상의 섬으로 구성되어 있다.

## 경제
관광업과 농업이 주요 산업이며, 많은 바하마인들은 관광에 관련된 비지니스에 종사하고있다. 그 외 15% 가량이 금융업에 종사하며, 2% 이하의 주민들은 농업에 종사하는데, 감귤류, 바나나, 파인애플 등을 재배한다.

## 문화
바하마의 문화는 유럽과 아프리카의 영향을 강하게 받았다. 바하마는 미국이나 쿠바 등지의 문화도 섞여있기도 하다.

## 정치
이 나라는 영국 연방 입헌군주제이며, 총리의 실권은 강력하다.

## 군사
모병제를 실시 하고있다.

## 대외 관계
대한민국과는 1985년 수교하였으며 주미국 대한민국대사관이 겸임하고 있다. 1991년에는 조선민주주의인민공화국과도 수교하였다.